# Epigonus angustifrons
Epigonus angustifrons es una especie de pez perteneciente a la familia de los epigónidos.

## Descripción
- Pueden llegar a medir 35,8 cm de longitud máxima.
- Poseen 8 espinas en la aleta dorsal.
- Opérculo sin espinas.
- La última espina de la primera aleta dorsal está unida por una membrana a la penúltima espina.[3][4]

## Hábitat
Es un pez marino, mesobentónico-pelágico y batidemersal que vive entre 150 y 880 m de profundidad sobre el fondo marino principalmente.

## Distribución geográfica
Se puede encontrar en las cadenas montañosas submarinAs que hay en el océano Índico meridional.

## Observaciones
Es inofensivo para los humanos.